# Henry Crosthwaite
Henry Jon Crosthwaite (* 14. Oktober 2002 in Gießen) ist ein deutsch-englischer Fußballspieler, der aktuell beim Halleschen FC unter Vertrag steht.

## Karriere
Crosthwaite begann beim FC Cleeberg mit dem Fußballspielen und wechselte später zur TSG Wieseck. Zu Beginn der Saison 2018/19 wechselte er in die Jugendabteilung des SV Darmstadt 98 und stieg mit der U17-Mannschaft nach seiner ersten Saison in die Bundesliga auf. Dies gelang ihm auch ein Jahr später mit der U19-Mannschaft. Am 19. Juli 2020 unterschrieb er seinen ersten Profivertrag bei den Lilien, wurde aber weiterhin bei der U19-Mannschaft eingesetzt. Am 18. September 2020 gab er beim 0:1-Auwärtssieg gegen die U19-Mannschaft des FC-Astoria Walldorf sein Debüt in der A-Junioren-Bundesliga. Nachdem die Junioren-Liga aufgrund der COVID-19-Pandemie pausiert wurde, saß er am 22. November 2020 erstmals bei einem Spiel der ersten Mannschaft auf der Bank. Am 16. Mai 2021 gab er sein Profidebüt beim 5:1-Heimsieg gegen den 1. FC Heidenheim, als er in der 86. Spielminute für Serdar Dursun eingewechselt wurde. Mit der Mannschaft erreichte er unter Markus Anfang Platz 7 in der Liga, kam jedoch auf keinen weiteren Einsatz.
Zur Saison 2021/22 wurde Crosthwaite in die viertklassige Regionalliga Südwest an den FC Rot-Weiß Koblenz verliehen. Am 8. August 2021 debütierte er bei der 0:3-Heimniederlage gegen den SSV Jahn Regensburg im DFB-Pokal für Koblenz, als er in der 45. Spielminute für Rhami Ghandour eingewechselt wurde. In der Spielzeit kam er in 32 Ligaspielen (zwei Toren) zum Einsatz.
Zu Beginn der Saison 2022/23 kehrte er nach Darmstadt zurück, gehörte jedoch während der Vorbereitung nicht zum Kader der Lilien. Er verlängerte seinen Vertrag vorzeitig bis Juni 2024 und wurde anschließend direkt weiter in die Regionalliga Südwest an den FC-Astoria Walldorf verliehen.
Im Sommer 2023 wurde er erneut verliehen, diesmal zum Drittligisten Hallescher FC. Mit den Hallensern stieg er 2024 in die Regionalliga ab und schloss sich daraufhin dem Ligakonkurrenten BFC Dynamo an. Nach nur einem Jahr bei den Berlinern, mit denen er 2025 den Landespokal gewann, verließ er den BFC wieder.